# Maktaaral FK
Maktaaral FK (kazakiska: Мақтаарал футбол клубы), känd under förkortningarna Maktaaral FK eller bara Maktaaral, är en professionell fotbollsklubb i Maktaaral i Kazakstan. Klubben spelar i den kazakiska toppdivisionen Premjer Ligasy.
Klubben grundades 2012, och gick då under namnet Maktaaral FK.

## Meriter
- Premjer Ligasy
  - Mästare (0):
  - Tvåa (0):

- Birinsji Ligasy
  - Mästare (0):
  - Tvåa (1): 2021

- Tvåa ligasy
  - Mästare (1): 2012
  - Tvåa (0):

## Ligaplaceringar
| Säsong | Nivå | Liga            | Placering | Källa  | Notering                        |
| ------ | ---- | --------------- | --------- | ------ | ------------------------------- |
| 2012   | 3    | Tvåa ligasy     | 1         | [ 1 ]  | Uppflyttad till Birinsji Ligasy |
| 2013   | 2    | Birinsji Ligasy | 16        | [ 2 ]  |                                 |
| 2014   | 2    | Birinsji Ligasy | 14        | [ 3 ]  |                                 |
| 2015   | 2    | Birinsji Ligasy | 8         | [ 4 ]  |                                 |
| 2016   | 2    | Birinsji Ligasy | 5         | [ 5 ]  |                                 |
| 2017   | 2    | Birinsji Ligasy | 4         | [ 6 ]  |                                 |
| 2018   | 2    | Birinsji Ligasy | 7         | [ 7 ]  |                                 |
| 2019   | 2    | Birinsji Ligasy | 6         | [ 8 ]  |                                 |
| 2020   | 2    | Birinsji Ligasy | 4         | [ 9 ]  | Birinsji Ligasy, 1 grupp;       |
| 2021   | 2    | Birinsji Ligasy | 2         | [ 10 ] | Uppflyttad till Premjer Ligasy  |
| 2022   | 1    | Premjer Ligasy  | 8         | [ 11 ] |                                 |
| 2023   | 1    | Premjer Ligasy  | 9         | [ 12 ] |                                 |